# Ørmen
Ørmen är en tätort i Fredrikstads kommun i Østfold fylke i sydöstra Norge. Orten ligger vid riksväg 110, nordväst om staden Fredrikstad.
Tidigare har orten tillhört dåvarande Onsøy kommun.